# Chiloscyphus greenwelliae
Chiloscyphus greenwelliae là một loài rêu tản trong họ Lophocoleaceae. Loài này được (H.A. Mill.) H.A. Mill. miêu tả khoa học lần đầu tiên năm 1967.